# Las Casitas del Vegón de Nutrias
Las Casitas del Vegón de Nutrias est la capitale de la paroisse civile de Simón Bolívar de la municipalité de Sosa dans l'État de Barinas au Venezuela.